# Osiedle Lipówka
Osiedle Lipówka – osiedle położone w zachodniej części Wrześni.